# Jackson-hegyiasztrild
A Jackson-hegyiasztrild régiesen Jackson hegyi asztrildja (Cryptospiza jacksoni) a madarak osztályának a verébalakúak (Passeriformes) rendjébe, ezen belül a díszpintyfélék (Estrildidae) családjába tartozó  faj.

## Rendszerezése
A fajt Richard Bowdler Sharpe angol ornitológus írta le 1902-ben. Nevét Frederick John Jackson angol ornitológus tiszteletére kapta.

## Előfordulása
Afrikában, Burundi, a Kongói Demokratikus Köztársaság, Ruanda és Uganda területén honos.  Természetes élőhelyei a szubtrópusi és trópusi síkvidéki és hegyi esőerdők, valamint száraz cserjések. Állandó, nem vonuló faj.

## Megjelenése
Testhossza 11 centiméter. A hím palaszürke, háta, feje, testoldalai vörösek, a szárnyak és a farktollak feketék. Ugyancsak fekete a csőr, a szem sötétbarna, sárga gyűrűvel. A tojó fején kevesebb a piros szín és mattabb színű.

## Életmódja
Fűmagvakkal, rovarokkal és kisebb csigákkal táplálkozik.

## Természetvédelmi helyzete
Az elterjedési területe rendkívül nagy, egyedszáma pedig stabil. A Természetvédelmi Világszövetség Vörös listáján nem fenyegetett fajként szerepel.